# Berserkers (stripalbum)
Berserkers is het vierde stripalbum uit de Thorgal-parallelreeks De werelden van Thorgal: De jonge jaren van Thorgal. De strip werd voor het eerst uitgegeven bij Le Lombard in 2016. Het album is getekend door Roman Surzhenko met scenario van Yann.